# 依田仁美
依田 仁美（よだ よしはる、1946年1月25日 - ）は、日本の歌人、詩人。現代短歌、評論、エッセイのほか、現代詩、視覚詩（Hyper-verbalism)、現代俳句を書く。

## 人物
1946年1月25日、茨城県生まれ、東京都育ち、1968年東京大学卒業後、日立製作所勤務を経て現在はナレッジコーディネーター。
自身のウェブサイト「不羈」を運営すると共に、「現代短歌舟の会」代表を務める。「短歌人」同人、「短歌研究グループ金星」主将、また、旧VOU等に現代詩を発表、日本空手道制護会員、現代歌人協会員、日本短歌総研主幹。

## 作風と所論
いわゆる「男歌」を作る一方で「短歌を研究的に作る」ことを持論とする。評論として「心理工学」「現代短歌出門」「短歌五重塔論」（いずれも『依田仁美』の本）がある。

## 代表作
- 『骨一式』より

帰るなとおまえに放ち鎌倉のいちばん遠い波をみている
愛らしき幼き仕草つくり出す脳いつくしむ髪の上から
春が来る　山・里・野だと？　然にあらず鎧通しの先一点に
風の子を産み落としつつ風の母稲野蹴立ててゆけり ひとりで
骨一式授かりければ組み立てて即ちは立ち即ちは踏む
汝こそは獅子が牡丹によるときのひそひそ声ごえを聞きたる女（もの）ぞ
究極の真理に向いた俺であるから世俗の敗けを敗けというなよ
然れども白片耳（しろかたみみ）には言わざりき朱に染まりて斃れる未来（すえ）は
守破離とや秋波のごとく星降るに東国の雄（お）の何の難剣
- 『乱髪－RUMPARTS』より

異端道二段にあれば大空の羽目のはずれの曙光選るべし
貴下に問う朝陽ななめの淋しさを顔を洗って励ましうるか
乱髪は東国（ひがし）の意匠 偏狭に際立たせけり俺の囲繞を
今はまた飛び切りの海金銀波　馬具美具武具の驕の語感や
紺段段白一皺（はくいっしゅう）の静かさや陽の直撃（ひたう）ちは弱小にして
アアいやだ寝ても覚めてもこの世界Oh狂歌（rum　poem）Ah奇妙篇（rum　parts）
わが脳を雷つん抜けるその折に火柱となれよ狂歌一本
そうなのか雲一片を踏み外し鷹には鷹の青流転（あおるてん）ある
腹に呑む桜を一斗ニ斗四斗傾く俺よ絶倫であれ
- 『悪戯翼』より

みやこ空小じおらしくも陽が落ちる　来れよ「愛ね」「暗いね」夜曲
止揚なるご都合笑止この頃は《継承》よりも《拒絶》に傾ぐ
偏屈の椿となりてころぶかな《八重に咲く気》はさらにないので
わんざくれ飲んだくれかつ酔漢（だりむくれ）わがひとひろのワルサの翼
朝ぞらにりりんがりりんが雪が降るりりんがりりんが蓋しりりんが
夢で打て打ち残したる大花火五十路侠骨さらば合掌
いかんとも安易な女化（めか）に添い難くひたぶるひとえわが乱連射
もともとはわれも母の子闇中に肺なきごとき俺の欠損
海洋を概念として持つ耳の奥処にしかと本日の潮音
- 『異端陣』より

一旈（いちりゅう）の花火泳ぐや将門の首級飛行の速度といわん
緋の和毛（にこげ）僅かに塔に貼りつけて黒極上上吉（くろごくじょうじょうきち）の夕焼け
非道への報復（ルサンチマン）を朱に焚いて独狼踊（どくろおど）りのわが独狼祭（どくろさい）
冷や飯の食い方はなあ花の下　月ほんほろの淡淡（あわあわ）の中
その通りそんじょそこらの男だがそんじょそこらの吼え方はしねえ
ほんとうの一介となるそのために脚をそろりと水に突き刺す
陽は夏陽風は夏風常盤橋　閑（かん）からとしてやたら明るし
ぬば玉の蒙と昧との幼時より布（し）きつのりたるわが異端陣
胡桃二顆かばんにごろりまどろめり《個別性》とや《主体性》とや
- 『正十七角形な長城のわたくし』より

高踏のしるべぞ空ののこり月《お》の字の点のようにかすかに
よくぞ　五月の鯉の空きっ腹　風（ふう）と呑み込んで覇と吹きぬける
髪間（はつかん）を流れてぬるき軟風やいずこぞ俺のかのささめ言
おお短歌五重塔は白南風にゆらりと堅実（かた）し志（し）のちいささよ
沖合は黒潮蒼きやさ心うたてや俺にノスタルジーきざす
刀身の驕りの初夏の美しさ小手を返せば空も従う
天際の婆伽梵なれば肩で風六十余州にかくれなきまで
朱と緑 補色相撃つカンナかなかくのごとくにござれ有終
江戸前に短歌たたきて一本気有終とおきわがクロニクル
- 『あいつの面影』より

黒風は命盛（いのちざかりに撃ちかかりいともやすやすと滅ぼしにけり
眼を開き穏やかになりに口を閉じひとり逝きたりあわれ雅駆斗や
ひとり身にひそと逝きたるそのことが無念でならず百合強く折る
健気ぞ　今生最後おお雅駆斗腫瘍細胞とともに劫火を泳ぐ
薄明にすがすがしくも立つものは火で洗われたあいつの面影
起き抜けの心にひやり風沁みる風を探せばもとよりあらぬ
西の空茜の色をかき分けて駆け下りてくる雅駆斗の豊旗尾
秋雲の寄せて帰らぬ波形かなかえすがえすもそなたに会いたい
土曜朝ぼくとおまえの悠トピアもじょじょをすればぺろろと返す

## 著書
- 歌集『骨一式』(1983年　[沖積舎])
- 歌集『乱髪 Rum-Parts』(1991年 [ながらみ書房])
- 歌集『悪戯翼-わるさのつばさ』(1999年[雁書館])
- 歌集『異端陣』(2005年 文芸社)
- Poesy21シリーズ第Ⅱ期2　作品集『正十七角形な長城のわたくし』(2010年 [北冬舎]）
- 作品集『あいつの面影』（2011年 ［北冬舎］）
- 現代歌人ライブラリー1『依田仁美の本』（2012年［北冬舎］）
- 短歌劇「しふぉん将門記」（「歌人年鑑」2014年［学研］）
- 短歌劇「しふぉん楠木戦記-知的無頼（いんてりやくざ）勇戦賦」（「歌人年鑑」2015年［学研］）
- 短歌劇「しふぉん義仲盛衰記-葦風遙春風木曽純魂賦」（「歌人年鑑」2016年［学研］）
- 朗読台本「しふぉん男道肝胆録-水舟舟芬芬水野幡随院龍虎の錦絵（「歌人年鑑」2017年［学研］
- 『誰にも聞けない短歌のＱ＆Ａ』（2018年[飯塚書店]、共著：日本短歌総研）
- 『短歌用語辞典　増補新版』（2019年[飯塚書店]、共著：日本短歌総研）